# Même pas fatigué
Même pas fatigué (fr.: gar nicht müde) ist eine 2009 erschienene Single von Magic System. Der Song wurde zusammen mit Cheb Khaled gesungen und von DJ Kore produziert.
Es ist nach Premier gaou das bekannteste Lied von Magic System und war in Frankreich 8 Wochen auf Platz 1, was für afrikanische Songs eher ungewöhnlich ist. Insgesamt war es 38 Wochen in den französischen Charts. Der Song handelt davon, dass man nie aufgeben und nicht müde werden sollte, wenn man etwas erreichen will (Textauszug: Partout c'est la même, pas de fatigue et c'est le theme, Même pas fatigué, Ce soir il faut danser, On va tout donner).
In dem Kinofilm Über uns das All, der 2011 erschienen ist, ist das Lied Teil des Soundtracks, welcher insgesamt aus zwei Liedern besteht. Es wird während der Endsequenz und dem Abspann gespielt.

## Charts
| Chart      | Höchst- Position | Wochen |
| ---------- | ---------------- | ------ |
| Frankreich | 1                | 38     |
| Schweiz    | 49               | 12     |
| Belgien    | 10               | 21     |

## Musikvideo
Beim Musikvideo trat ein von den Magic Systems aufgestelltes Fußballteam, RaïN'B, gegen ein von Franck Ribéry aufgestelltes Team, fever, an. Zuerst führten die fevers gegen die RaïN'Bs, doch diese geben gemäß dem Songtext nicht auf und gewinnen das Spiel schließlich mit 37:34.